# Międzynarodowa Unia Ochrony Przyrody

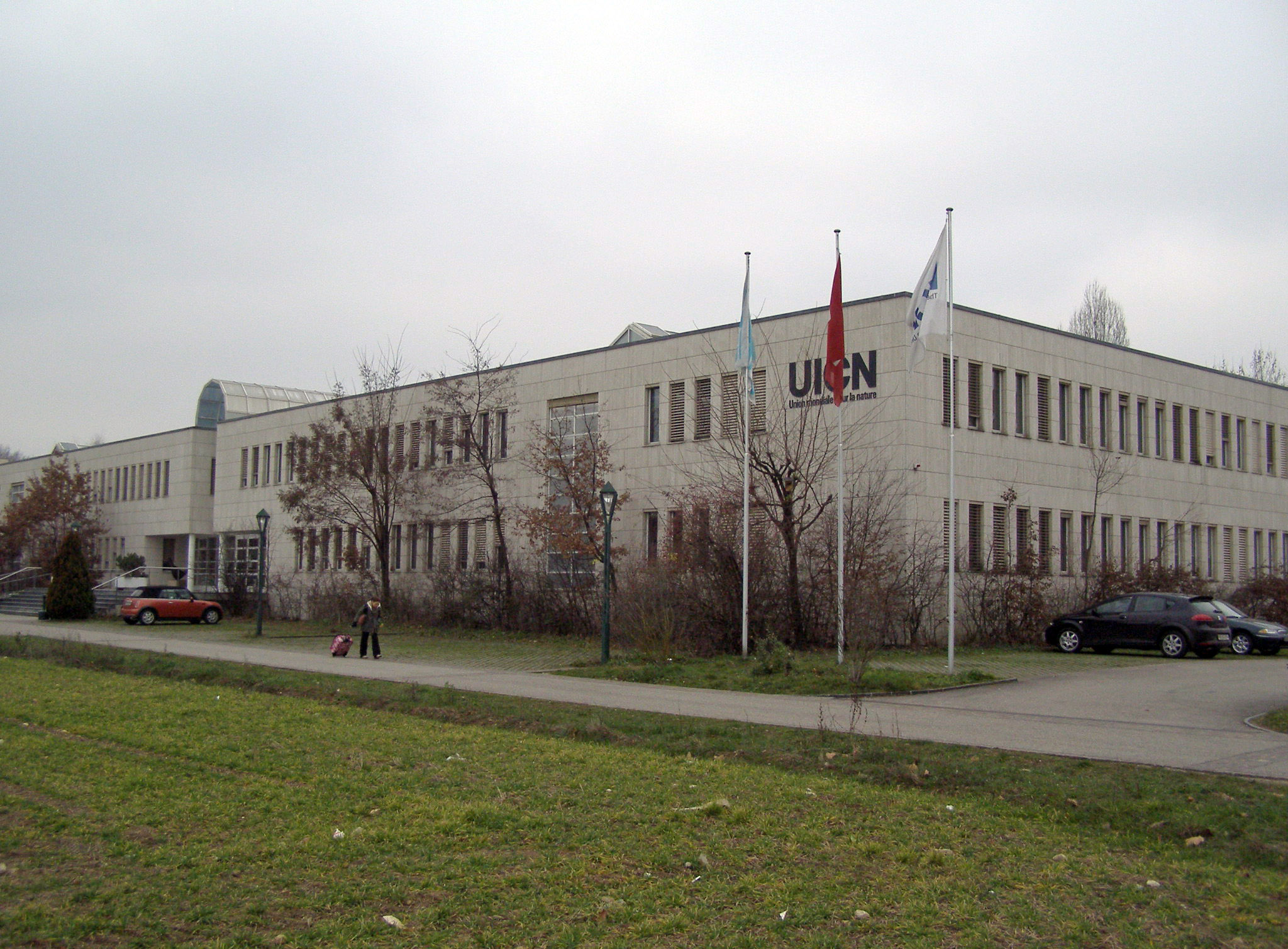
Siedziba IUCN w Gland (Szwajcaria)

Międzynarodowa Unia Ochrony Przyrody (ang. International Union for Conservation of Nature, IUCN) – międzynarodowa organizacja zajmująca się ochroną przyrody założona w 1948 roku jako pierwsza światowa organizacja skupiona na problemach środowiska naturalnego. Jej siedziba mieści się w Gland w Szwajcarii.
Organizacja skupia 83 państwa, ponad 1300 agencji rządowych i organizacji pozarządowych oraz około 14 500 ekspertów i naukowców ze 160 krajów. Wspiera badania naukowe, zarządza projektami na całym świecie i gromadzi rządy, pozarządowe organizacje, agencje ONZ, przedsiębiorstwa i lokalne społeczności w celu rozwijania i wprowadzania w życie optymalnej polityki, praw i działań.
Misją IUCN jest wpływanie, zachęcanie i pomaganie społeczeństwom całego świata w dziele ochrony integralności i różnorodności przyrody oraz osiągnięcie sprawiedliwego i ekologicznie zrównoważonego korzystania z zasobów naturalnych.

## Historia
Organizacja została założona w 1948 roku pod nazwą International Union for the Protection of Nature (IUPN) na Międzynarodowym Kongresie Ochrony Przyrody w Fontainebleau. W 1956 roku zmieniła nazwę na International Union for Conservation of Nature and Natural Resources, a od 1990 weszła w użycie także nazwa The World Conservation Union, która od marca 2008 nie jest już używana. Wśród pomysłodawców utworzenia Unii byli Polacy: prof. Władysław Szafer i prof. Michał Siedlecki. Polski Rząd, jako jedyny spośród byłego bloku wschodniego, był wśród członków założycieli Unii (obok kilku organizacji społecznych). Obecnie do IUCN należą 4 podmioty z Polski – wszystkie jako organizacje pozarządowe.

## Czerwona księga
Jednym z zadań IUCN jest publikacja międzynarodowej czerwonej księgi zawierającej listę gatunków roślin i zwierząt zagrożonych wyginięciem. Zajmuje się tym Komisja Gatunków Zagrożonych IUCN (IUCN Species Survival Commission – SSC).

## Obszary chronione
Światowa Komisja IUCN ds. Obszarów Chronionych (IUCN World Commission on Protected Areas – WCPA) definiuje następujące kategorie obszarów chronionych:
- Ia – Ścisły rezerwat przyrody (Strict Nature Reserve)
- Ib – Obszar naturalny (Wilderness Area)
- II – Park narodowy (National Park)
- III – Pomnik przyrody (Natural Monument)
- IV – Obszar ochrony siedliskowej/gatunkowej (Habitat/Species Management Area)
- V – Obszar chronionego krajobrazu/morza (Protected Landscape/Seascape)
- VI – Obszar chroniony o użytkowanych zasobach (Managed Resource Protected Area)